# Альфа (фільм, 2025)
«Альфа» (фр. Alpha) — франко-бельгійський художній фільм 2025 року, зрежисований і написаний Жюлією Дюкурно в жанрі драматичного боді-горору, найособистіший фільм режисерки. Головні ролі виконали Мелісса Борос, Гольшіфте Фарахані та Тахар Рахім.
Прем'єра відбулась 19 травня 2025 року в основній конкурсній програмі 78-го Каннського кінофестивалю, де фільм був сприйнятий різко поляризовано: від абсолютних захватів до розгромних рецензій. У прокат «Альфа» вийде 20 серпня 2025 року.

## Сюжет
Дія фільму відбувається наприкінці 1980-х—початку 1990-х років. 13-річна Альфа живе зі своєю одинокою матір'ю-лікаркою. Дядько дівчинки, наркоман Амін, має тяжку загадкову хворобу, епідемія якої охопила весь світ. На молодіжній вечірці Альфі роблять татуювання, після нанесення якого у її оточення з'являються підозри, що вона могла заразитись тим самим вірусом, що й її дядько — жертви хвороби поступово втрачають контроль над тілом й застигають у позах скульптурних надгробків еффігій…

## У ролях
- Мелісса Борос — Альфа
- Гольшіфте Фарахані — мати Альфи
- Тахар Рахім — Амін, дядько Альфи
- Емма Макі — медсестра
- Фіннеган Олдфілд — професор англійської мови

## Створення
Після каннського тріумфу фільму Жюлії Дюкурно «Титан» (2021), режисерка написала достатньо велику частину сценарію своєї наступної роботи, врешті розірвавши його на частини. «Я усвідомила, що повторюю те ж саме, про що вже казала в попередніх фільмах. Мені стало нудно, я роздратувалась від самої себе за перебування в цій зоні комфорту» — казала Дюкурно. Режисерка вирішила презентувати себе з нової сторони, відкинувши гучні жанрові умовності попередніх фільмів, занурившись у глибоко чутливі теми:
|  | Як це — з'явитися на світ, де все помирає? Це головне питання фільму. Альфа народилась від моєї любові до змінного, дискомфортного простору. Трансформація тіла, особливі запахи, твоє природне середовище — перебування між твариною та людиною. Це те, що я вважаю надзвичайно притаманним людині. |

Дюкурно була трохи молодшою за героїню фільму, коли у світі відбувся спалах епідемії СНІДу, яка й взята за основу сюжету стрічки. «Цей фільм — про розповсюдження страху від СНІДу, про вплив, який він мав на моє покоління» — казала вона.
Щоб досягти візуального ефекту, що має хвороба на персонажів фільму, актори надягали силіконові протези на все тіло, після чого за допомогою комп'ютерних технологій виконавці відбивали від себе світло, неначе відполірований мармур. «Це вкрай тяжкий процес. Це пам'ять про всіх, кого ми втратили, кого мали відпустити. Фільм як раз про складність цього відпускання» — казала Дюкурно.
Тахар Рахім схуд для ролі тяжко хворого наркомана на 20 кілограмів. Знімальний процес пройшов із вересня по листопад 2024 року у Нормандії, зокрема Гаврі та Понт-Одеме, а також Парижі.

## Сприйняття
Після завершення показу в Каннах аудиторія аплодувала стоячи 12 хвилин. За підсумковим вердиктом критиків, присутніх на фестивалі, фільм отримав 1.5 балів з 4 можливих.
Різко поляризоване сприйняття фільму продовжилось у рецензіях, які варіювались між захопленими та розгромними. Одну зірку з п'яти можливих поставив критик газети The Guardian Пітер Бредшоу: «Шалений, з незрозумілих причин надлишково написаний сценарій і сюжет, позбавлений будь-якого гумору, доповнюють те, що все у фільмі виглядає відверто непереконливим і стомлюючим. … Цей абсолютно незв'язний боді-горор є не „Альфою“, а гаммою».
З Бредшоу погоджувався критик The Hollywood Reporter Джордан Мінтцер: «Приголомшуюче надмірна притча епохи СНІДу, яка вкидує безліч свіжих ідей, подаючи їх із великою кількістю крові, візуальні ефекти, ритмічні музичні вкраплення та акторські роботи, які безумовно покращують фільм. … Стільки всього відбувається за дуже довгий період, що багато хто з глядачів змучиться вже на середині, якщо не раніше».
З протилежної сторони «Альфа» викликала захват у Терези Лаксон (Collider), яка пророкувала фільму перемогу в Каннах і оцінила його в 9 балів з 10 можливих: «Дюкурно бездоганно змішує дві часові сюжетні лінії, виплавляючи їх у інтригуючий та унікальний фільм». «Хоч її попередні фільми і охоплювали теми смерті та шляхів до життя, саме з „Альфою“ Дюкурно створила щось віковічне» — писав Чейз Гатчінсон (The Wrap).